# Ferdinand Alexander Porsche
Ferdinand Alexander „Butzi” Porsche (ur. 11 grudnia 1935 w Stuttgarcie, zm. 5 kwietnia 2012 w Salzburgu) – niemiecki inżynier i projektant, syn Ferdinanda Antona Porschego, wnuk Ferdinanda Porschego. Zaprojektował między innymi samochody Porsche 911 i Porsche 904. Twórca i właściciel firmy designerskiej Porsche Design.